# Stadskorenpakhuis

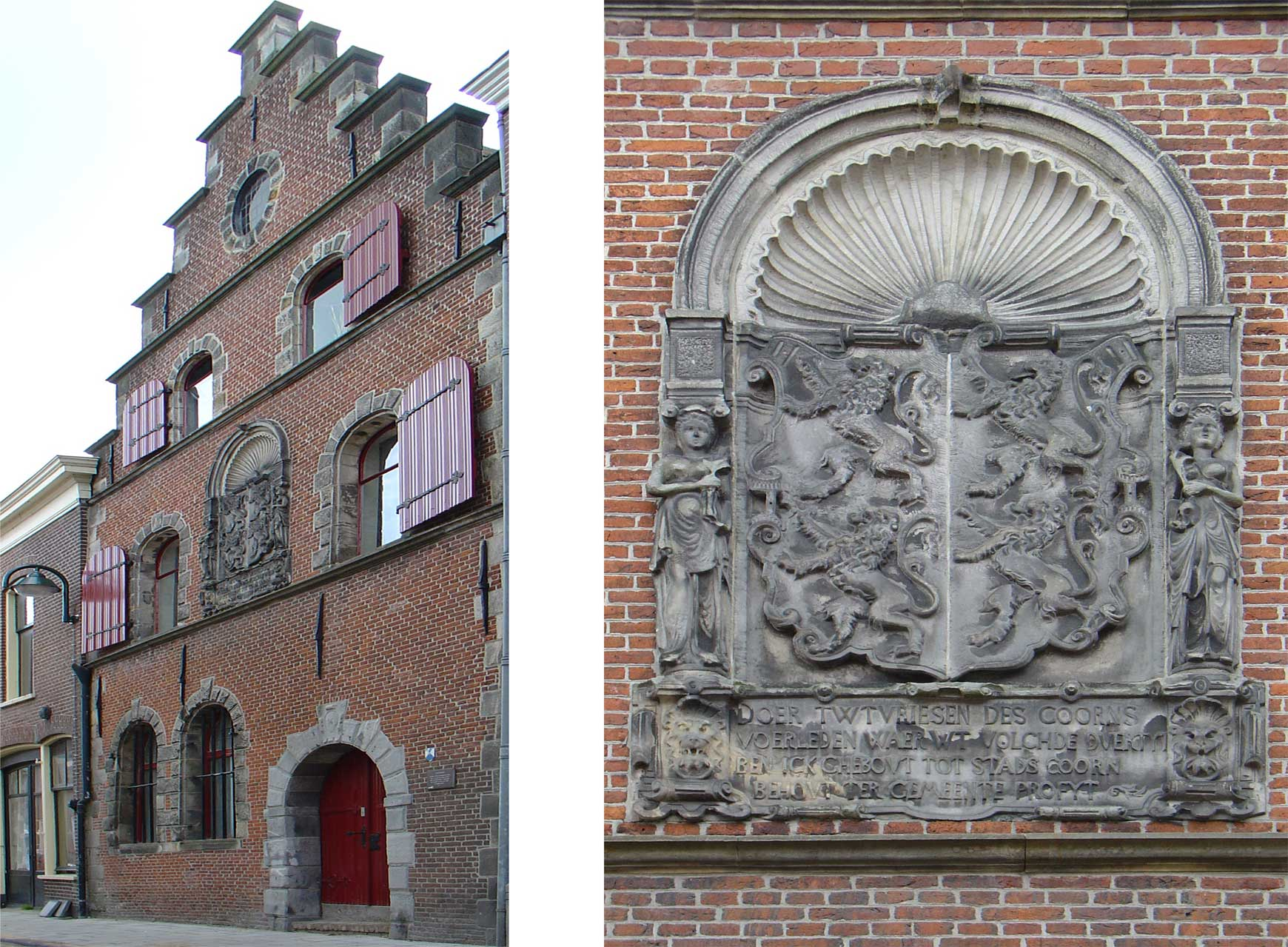
Het stadskorenpakuis links en rechts de gevelsteen met het wapen van Schoonhoven

Het Stadskorenpakhuis is een voormalige 16e-eeuwse graanopslag in de stad Schoonhoven, in de Nederlandse provincie Zuid-Holland. 
In 1564 was er sprake van een strenge winter, waardoor oogsten mislukten en er voedselschaarste en een grote behoefte aan granen ontstond. Om te voorkomen dat er weer zo'n gebrek aan koren zou ontstaan, nam de vroedschap van Schoonhoven het besluit om een pakhuis in te richten voor graanopslag. In 1566 werd aan de westzijde in de Koestraat een erf van de commanderij van de Duitse Orde gekocht, waarop een pand werd gebouwd. De aankoop en bouw werd bekostigd door de verkoop van der stede schael, een kostbare zilveren bokaal.
Het gebouw is opgetrokken in renaissancestijl, het bestaat uit drie verdiepingen en heeft een trapgevel. Op de bovenste twee verdiepingen werd het koren opgeslagen, op de onderste verdieping zat een schooltje. Op een gevelsteen staat het stadswapen van Schoonhoven en de tekst: Doer 't uitvriesen des coorns voerleden, waer uut volchde duertijt, ben ick ghebout tot stads coorn behout ter gemeente profijt (uitvriesen = bevriezen, duertijt = hongersnood).
In 1748 werd het pand verkocht. Het heeft nadien nog gediend als opslagplaats voor hennep. Begin 20e eeuw was er sprake van dat het gebouw gesloopt zou worden. Er werd toch gekozen voor restauratie (1906), waarna er een bank in werd gevestigd.

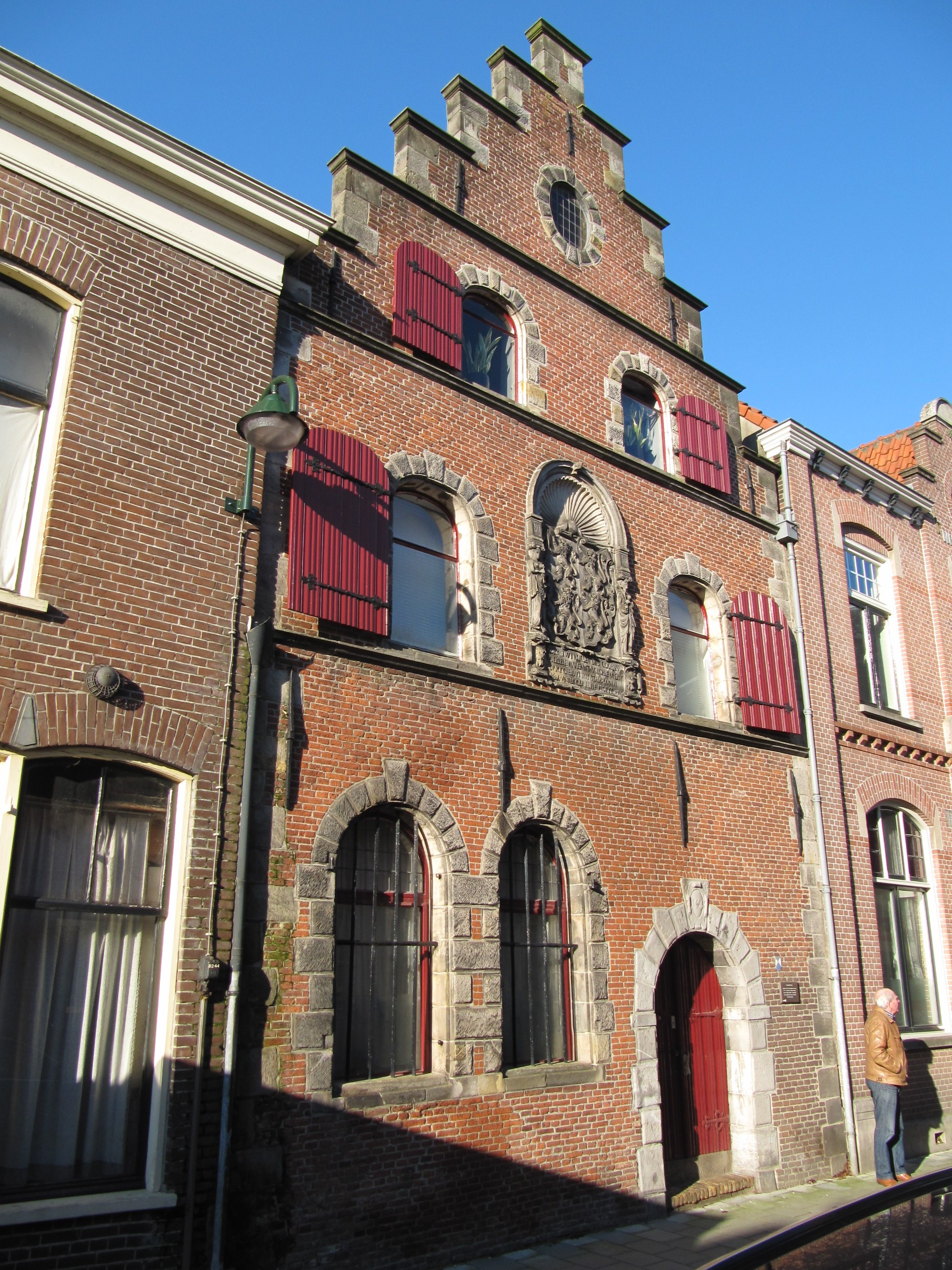
Koestraat 72
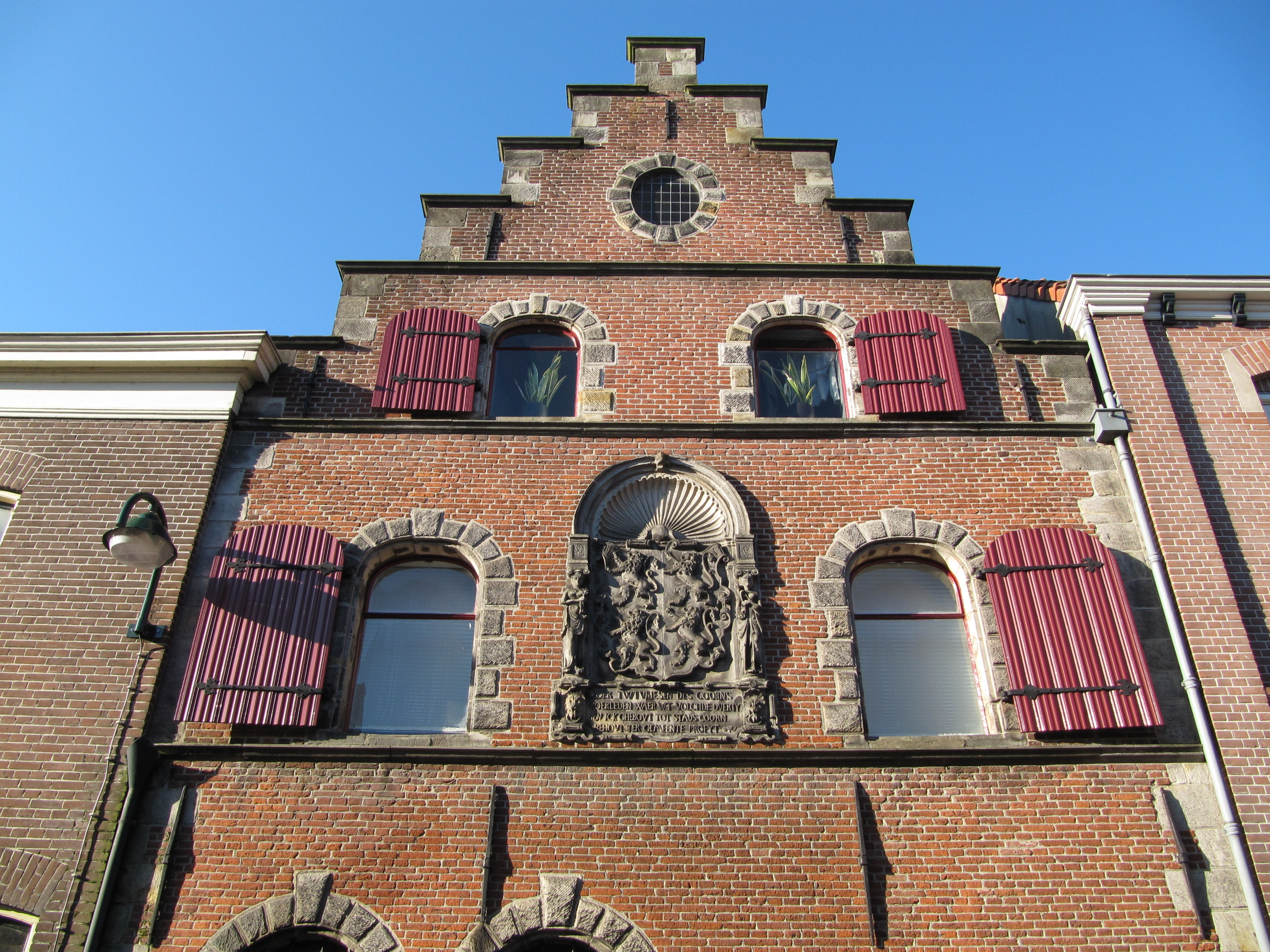
Voorgevel